# Segona categoria del Campionat de Catalunya de futbol 1918-1919
Resultats de la lliga de Segona categoria del Campionat de Catalunya de futbol 1918-1919.

## Sistema de competició
La Primera Categoria B mantingué el format de la temporada anterior. La disputaren 6 equips, enfrontant-se a doble volta, tots contra tots com a locals i com a visitants. Poc abans de començar el campionat s'efectuà el sorteig de partits.

## Classificació final
| Pos | Equip              | PJ | PG | PE | PP | GF | GC | DG  | Pts | Classificació   |
| --- | ------------------ | -- | -- | -- | -- | -- | -- | --- | --- | --------------- |
| 1   | CE Europa (C, P)   | 10 | 8  | 0  | 2  | 26 | 13 | +13 | 16  | Campió          |
| 2   | CE Júpiter         | 10 | 7  | 2  | 1  | 19 | 11 | +8  | 16  |                 |
| 3   | FC Badalona        | 10 | 4  | 2  | 4  | 13 | 19 | −6  | 10  |                 |
| 4   | CS de Sants        | 10 | 3  | 3  | 4  | 15 | 23 | −8  | 9   |                 |
| 5   | L'Avenç de l'Sport | 10 | 3  | 1  | 6  | 17 | 22 | −5  | 7   |                 |
| 6   | Terrassa FC (O)    | 10 | 1  | 0  | 9  | 7  | 9  | −2  | 2   | Promoció (Nota) |

Al final de la temporada Europa i Júpiter van restar empatats al capdavant de la classificació, per la qual cosa van haver de disputar un encontre de desempat. El CE Europa esdevingué campió de Primera B. A la part baixa, el darrer classificat fou el Terrassa FC, que fou desqualificat del campionat.
| CE Europa                   | 3 - 1 suspès | CE Júpiter |
| --------------------------- | ------------ | ---------- |
| Alcázar · Alegre · Sotillos | [ 3 ]        | Blanchart  |

| CE Europa                  | 4 - 1 | CE Júpiter |
| -------------------------- | ----- | ---------- |
| Sotillos · Alegre · Nogués | [ 4 ] | Alcañiz    |

## Resultats
| Primera volta | Primera volta | Primera volta       | Primera volta |
| Jornada       | Data          | Local - Visitant    | Resultat      |
| ------------- | ------------- | ------------------- | ------------- |
| 1             | 20-10-1918    | Terrassa - Avenç    | 4-1           |
| 1             | 20-10-1918    | Júpiter - Europa    | 4-2           |
| 1             | 20-10-1918    | Sants - Badalona    | 1-1           |
| 2             | 27-10-1918    | Badalona - Júpiter  | 1-1           |
| 2             | 27-10-1918    | Avenç - Europa      | 2-3           |
| 2             | 27-10-1918    | Terrassa - Sants    | 1-2           |
| 3             | 10-11-1918    | Europa - Terrassa   | 2-1           |
| 3             | 10-11-1918    | Badalona - Avenç    | 0-4           |
| 3             | 10-11-1918    | Sants - Júpiter     | 1-3           |
| 4             | 24-11-1918    | Avenç - Júpiter     | 1-2           |
| 4             | 24-11-1918    | Terrassa - Badalona | 1-3           |
| 4             | 24-11-1918    | Europa - Sants      | 6-1           |
| 5             | 01-12-1918    | Europa - Badalona   | 3-0           |
| 5             | 01-12-1918    | Júpiter - Terrassa  | (n/d)         |
| 5             | 01-12-1918    | Sants - Avenç       | 3-0           |
|               |               |                     |               |

| Segona volta | Segona volta | Segona volta        | Segona volta |
| Jornada      | Data         | Local - Visitant    | Resultat     |
| ------------ | ------------ | ------------------- | ------------ |
| 6            | 08-12-1918   | Avenç - Terrassa    | 1-0          |
| 6            | 08-12-1918   | Europa - Júpiter    | 1-0          |
| 6            | 08-12-1918   | Badalona - Sants    | 2-1          |
| 7            | 22-12-1918   | Júpiter - Badalona  | 5-2          |
| 7            | 22-12-1918   | Europa - Avenç      | 2-3          |
| 7            | 22-12-1918   | Sants - Terrassa    | (n/d)        |
| 8            | 12-01-1919   | Terrassa - Europa   | (n/d)        |
| 8            | 12-01-1919   | Avenç - Badalona    | 1-3          |
| 8            | 12-01-1919   | Júpiter - Sants     | 2-2          |
| 9            | 19-01-1919   | Júpiter - Avenç     | 2-1          |
| 9            | 19-01-1919   | Badalona - Terrassa | (n/d)        |
| 9            | 19-01-1918   | Sants - Europa      | 1-5          |
| 10           | 26-01-1919   | Badalona - Europa   | 1-2          |
| 10           | 26-01-1919   | Terrassa - Júpiter  | (n/d)        |
| 10           | 26-01-1929   | Sants - Avenç       | 3-3          |
|              |              |                     |              |

## Promoció d'ascens
L'Europa i l'Atlètic de Sabadell disputaren la promoció per una plaça a la Primera a la següent temporada. El club gracienc vencé en els dos partits i assolí l'ascens, mentre que l'Atlètic baixà a Primera B.
| Atlètic FC de Sabadell | 1 - 6  | CE Europa               |
| ---------------------- | ------ | ----------------------- |
| penal                  | [ 35 ] | penal · Nogués · Alegre |

| Atlètic FC de Sabadell | 1 - 4  | CE Europa                   |
| ---------------------- | ------ | --------------------------- |
| Mateu                  | [ 36 ] | Nogués · Alcázar · Pelaó II |

## Promoció de descens
En la promoció de descens, el FC Terrassa s'enfrontà al FC Andreuenc, campió de la Segona Categoria (tercer nivell). El club egarenc aconseguí mantenir la categoria.
| FC Terrassa | 3 - 0  | FC Andreuenc |
| ----------- | ------ | ------------ |
|             | [ 37 ] |              |

| FC Terrassa | 5 - 1  | FC Andreuenc |
| ----------- | ------ | ------------ |
|             | [ 38 ] |              |